# Manzat
Manzates un municipio (commune) francés, situado en el departamento de Puy-de-Dôme y en la región de Auvernia. Sus habitantes se denominan, en francés, manzatois o manzatous.

## Geografía
Manzat se encuentra en el Macizo Central. Dista 30km de Clermont-Ferrand, con la que se comunica por las autovías A71 y A89.

## Demografía

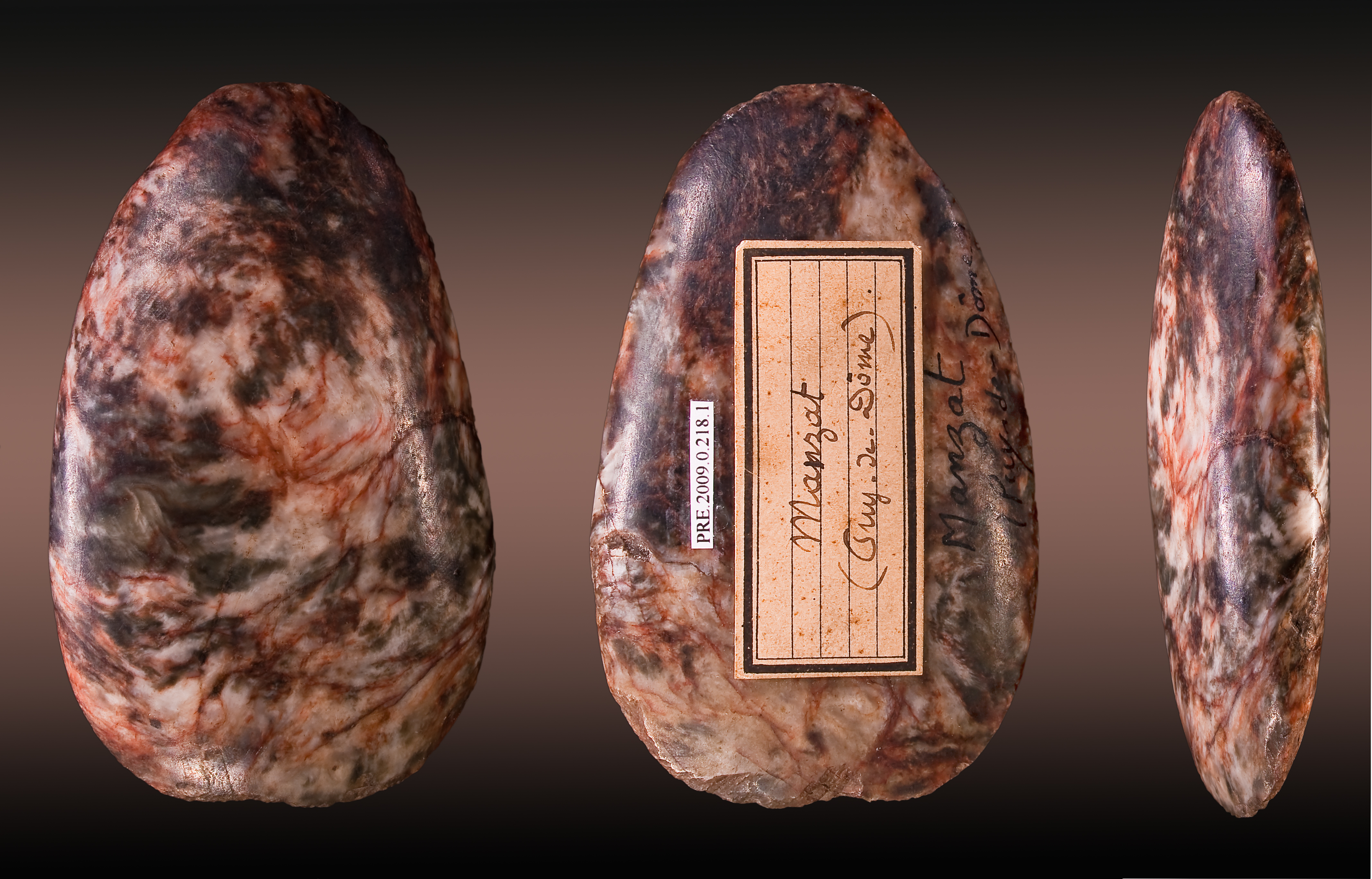
Manzat - Hache polie période néolithique – Muséum de Toulouse

| 1390 | 1391 | 1325 | 1434 | 1362 | 1264 |
| Para los censos de 1962 a 1999 la población legal corresponde a la población sin duplicidades (Fuente: INSEE [Consultar]) |      |      |      |      |      |